# سيرجيو هرنانديز هرنانديز
سيرجيو هرنانديز هرنانديز (بالإسبانية: Sergio Hernández Hernández)‏ هو سياسي مكسيكي، ولد في 3 يونيو 1962 في ولاية هيدالغو في المكسيك. حزبياً، نشط في حزب الثورة الديمقراطية. وقد انتخب عضو مجلس النواب المكسيك.